# شهرستان کش (یوتا)
شهرستان کش یکی از شهرستان‌های ایالت یوتا است. این شهرستان بر طبق آمارهای سال ۲۰۱۰، جمعیتی برابر با ۱۱۲.۶۵۶ نفری دارد. مساحتش نیز ۳.۰۴۰ کیلومتر مربع برآورد شده.

## نگارخانه

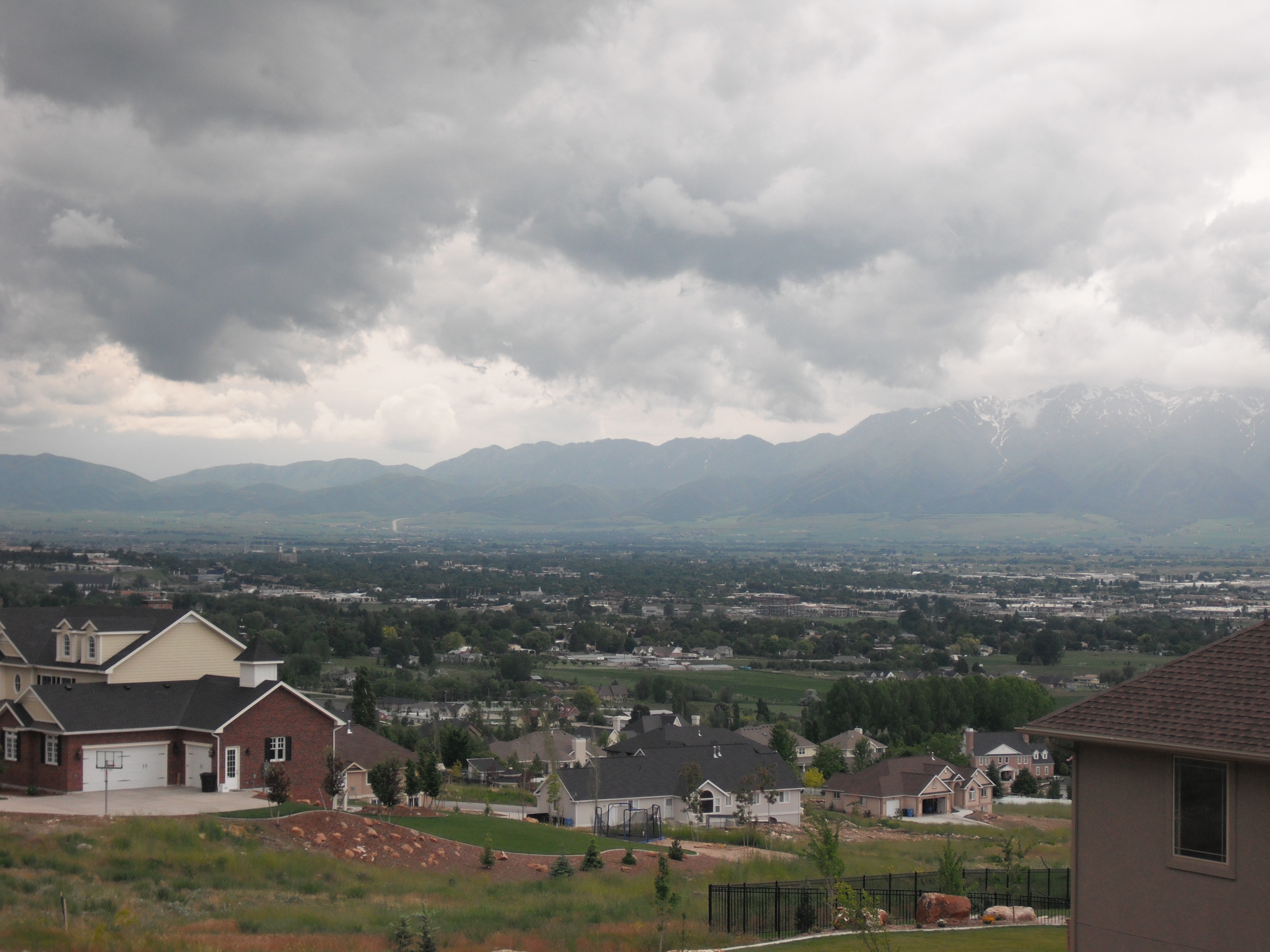
نمایی از دره که از شمال لوگان به سمت جنوب است
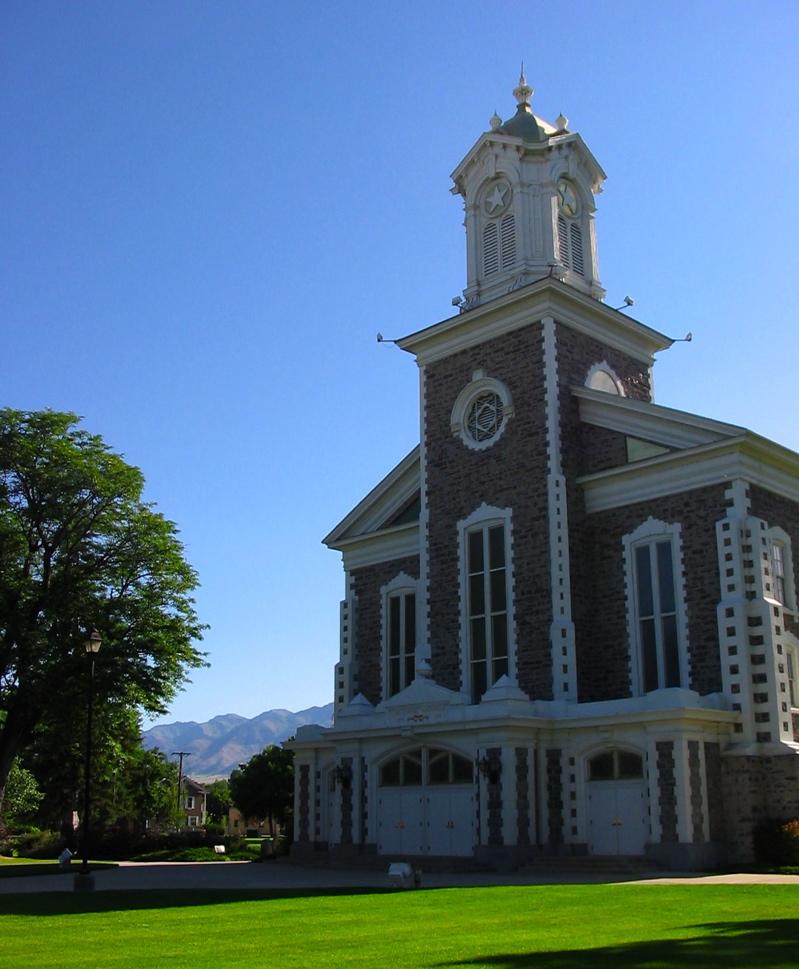
خیمه لوگان در مرکز شهر لوگان

## پیوند
- وب‌گاه رسمی